# هیگستون (جورجیا)
هیگستون، جورجیا (به انگلیسی: Higgston, Georgia) یک شهر در ایالات متحده آمریکا با جمعیت ۳۱۶ نفر است که در جورجیا واقع شده‌است.

## موقعیت جغرافیایی
موقعیت جغرافیایی شهرها و مناطق اطراف به شرح زیر است: